# Municipio de Astoria
El municipio de Astoria (en inglés: Astoria Township) es un municipio ubicado en el condado de Fulton en el estado estadounidense de Illinois. En el año 2010 tenía una población de 1464 habitantes y una densidad poblacional de 15,46 personas por km².

## Geografía
El municipio de Astoria se encuentra ubicado en las coordenadas 40°13′41″N 90°23′9″O / 40.22806, -90.38583. Según la Oficina del Censo de los Estados Unidos, el municipio tiene una superficie total de 94.68 km², de la cual 93,57 km² corresponden a tierra firme y (1,17 %) 1,11 km² es agua.

## Demografía
Según el censo de 2010, había 1464 personas residiendo en el municipio de Astoria. La densidad de población era de 15,46 hab./km². De los 1464 habitantes, el municipio de Astoria estaba compuesto por el 98,84 % blancos, el 0,2 % eran afroamericanos, el 0,14 % eran amerindios, el 0,07 % eran de otras razas y el 0,75 % eran de una mezcla de razas. Del total de la población el 0,68 % eran hispanos o latinos de cualquier raza.